# Ticuantepe
Ticuantepe est une municipalité nicaraguayenne du département de Managua au Nicaragua.

## Histoire
Ticuantepe trouve ses origines dans le village de Las Pajas qui a été fondé en 1890 par des habitants de Nindirí qui se sont retrouvées sans abri à la suite d'une éruption du volcan Masaya. La municipalité a été créée en 1974. En 1989, elle a été transférée du département de Masaya au département de Managua.

La ville est jumelée avec Milwaukee aux États-Unis.